# Urbán (családnév)
Az Urbán régi magyar családnév. Apanév, amely az Orbán személynév módosulása a latin Urbanus változat alapján.

## Híres Urbán nevű személyek
- Urbán András (1970) színházi rendező
- Urbán Erika (1949–2021) színésznő
- Urbán Ernő (1918–1974) Kossuth-díjas író, újságíró
- Urbán Eszter (1899–1960) költő, műfordító, ifjúsági író
- Urbán Flórián (1968) válogatott labdarúgó, edző
- Urbán Gyula (1938–2025)[2] színházi és televíziós rendező, író
- Urbán János (1921–1993) vajdasági magyar költő
- Urbán János (1934) festőművész
- Urbán János (1939–2012) matematikus
- Urbán László (1959) közgazdász, pénzügyi szakértő, bankár, politikus (Fidesz–MPSZ)
- Urbán László (1943) alkalmazott grafikus, iparművész
- Urbán László könyvtárvezető, könyvtártervező
- Urbán Róbert (1968-) pszichológus
- Urbán-Nagy Róbert (1972) operaénekes, énekművész